# Голубєв Денис Павлович
Денис Павлович Голубєв (рос. Денис Павлович Голубев; 11 липня 1991, м. Магнітогорськ, СРСР) — російський хокеїст, центральний нападник. Виступає за «Лада» (Тольятті) у Континентальній хокейній лізі. 
Вихованець хокейної школи «Металург» (Магнітогорськ). Виступав за «Ак Барс-2» (Казань), «Ак Барс» (Казань), «Барс» (Казань), «Нафтовик» (Альметьєвськ). 
У чемпіонатах КХЛ — 159 матчів (7+15), у плей-оф — 23 матчі (3+1).
У складі молодіжної збірної Росії учасник чемпіонату світу 2011.
Досягнення
- Переможець молодіжного чемпіонату світу (2011).